# Party di capodanno
Party di capodanno (When the Party's Over) è un film del 1993 diretto da Matthew Irmas con Sandra Bullock, Rae Dawn Chong e Fisher Stevens.

## Trama
Tre ragazze e un giovane omosessuale vivono sotto lo stesso tetto, a Los Angeles. M.J. è la tipa per la quale i soldi sono tutto e i sentimenti contano poco, Frankie è un'assistente sociale, Amanda è una pittrice, mentre Banks è un attore di scarso successo. Frankie è innamorata di Taylor, e sembrerebbe anche ricambiata dal ragazzo, se non fosse che lui continua ad andare a letto con M.J. solo per sesso.